# Horses and High Heels
Horses and High Heels je devatenácté sólové studiové album britské zpěvačky Marianne Faithfullové. Album vyšlo v lednu 2011 u vydavatelství Dramatico a produkoval ho Hal Willner.

## Seznam skladeb
| Pořadí         | Název                         | Délka |
| -------------- | ----------------------------- | ----- |
| 1.             | The Stations                  | 4:24  |
| 2.             | Why Did We Have to Part       | 3:45  |
| 3.             | That’s How Every Empire Falls | 5:51  |
| 4.             | No Reasons                    | 2:51  |
| 5.             | Prussian Blue                 | 5:03  |
| 6.             | Love Song                     | 4:37  |
| 7.             | Gee Baby                      | 2:49  |
| 8.             | Goin' Back                    | 3:41  |
| 9.             | Past Present and Future       | 2:46  |
| 10.            | Horses and High Heels         | 3:52  |
| 11.            | Back in Baby's Arms           | 4:19  |
| 12.            | Eternity                      | 4:03  |
| 13.            | The Old House                 | 4:04  |
| Celková délka: | Celková délka:                | 52:10 |

## Obsazení
- Bob Andrews – varhany, klavír
- Mark Bingham – baskytara
- Jack Craft – violoncello
- Anthony Cuccia – konga, bicí, perkuse
- Marianne Faithfull – zpěv
- Jonathan Frelich – kytara
- Helen Gillet – violoncello
- Jon Gross – tuba
- Sam Kraft – housle
- Wayne Kramer – kytara
- Harmony Mintern – harfa
- Jenni Muldaur – zpěv
- Carlo Nuccio – bicí
- Matt Perrine – tuba
- Doug Pettibone – banjo, kytara, zpěv
- George Porter, Jr. – baskytara
- John Porter – kytara
- Mac Rebennack – klavír
- Lou Reed – kytara
- Matt Rhod – housle
- Matt Rhody – housle
- Janna Sazlaw – flétna
- Dr. Michael White – klarinet
- Karol Winton – banjo, baskytara, kytara, mandolína, zpěv